# Pardillana
Pardillana es un género de saltamontes de la subfamilia Catantopinae, familia Acrididae, y está asignado a la subtribu Eumecistina (Key, 1993) de la tribu Catantopini. Este género se distribuye en toda Australia, incluida Tasmania, y en algunas islas al este, en Oceanía.

## Especies
Las siguientes especies pertenecen al género Pardillana:
- Pardillana ampla Sjöstedt, 1920
- Pardillana dubia Sjöstedt, 1921
- Pardillana exempta (Walker, 1870)
- Pardillana limbata (Stål, 1878)